# برجلو
برجلو هي قرية في مقاطعة مشكين شهر، إيران. عدد سكان هذه القرية هو 200 في سنة 2006.